# Kappa (cég)
A Kappa egy olasz ruházati márka, melynek alkalmi öltözékeket előállító Robe di Kappa részlegének almárkája a Robe di Kappa Sport sportszergyártó.  A Kappa a torinói BasicNet cégcsoport tagja.

## Története

### Robe di Kappa
A Kappa története 1916-ig nyúlik vissza, mikor Abramo Vitale Maglificio Calzificio Torinese (MCT) névvel megalapította textilipari családi vállalkozását Torinóban, mely főként alsóneműk és zoknik készítésével foglalkozott. Az MCT Aquila márkájánál 1916-ban gyártási gondok adódtak és mikor azokat sikerült orvosolni, az újonnan elkészült termékeket egy „K” betűvel bélyegezték le, ami a német „Kontrolle” (ellenőrzés) szóra utalt. Az eladások növekedtek és 1967-ben a K-val jelölt termékeket formálisan „kappának” nevezték a görög abc „k” betűje után.
A vállalat igazgatótanácsának elnökeként Abramo Vitale unokája, Maurizio Vitale 1968-ban ezzel a névvel alapította meg a márkanevet. Ennek közvetlen előzménye az volt, hogy egy televíziós adásban látta ahogy John Lennon magára ölti egy a vietnámi háborúban elesett katona zubbonyát és megérezte, hogy a 60-as évek végének ifjúsági mozgalmai az öltözködést is át fogják formálni. Ezért úgy döntött, hogy az eddig főként a fehérneműiről ismert Kappa pólóit, melyeket nem tudtak eladni és csak raktáron álltak, zöldre festeti be, katonai címereket és szimbólumokat nyomtat rájuk, és ezzel meghódítja a kialakulóban lévő „informális öltözködés” új piacát. Egy elbeszélés szerint a „Robe di Kappa” (kb. „Kappa cuccok”) márkanév egy Vitale, és az MCT akkori elnöke, Lattes közti találkozón elhangzott beszélgetésből ered. Lattes ekkor a régebbi, de 1968-ban újonnan átalakított pólókat vizsgálva megkérdezte Vitalét: „És hogy nevezzük ezeket a cuccokat itt?”, mire Vitalétól ezt a választ kapta: „Cuccokat? Nos ezeket Kappa cuccoknak nevezzük, mester.”
A Robe di Kappa logóján két egymásnak a földön felhúzott lábakkal háttal ülő fiatal – egy fiú és egy lány – szerepel, amit egy a Beatrix fürdőruhakollekció fotózásának szünetében két modellről készült kép ihletett, akiket ebben a helyzetben kaptak lencsevégre. A logó a férfi és a nő egymásnak nyújtott kölcsönös támogatását volt hivatott szimbolizálni a való életben és a sportban egyaránt, valamint egymás kiegészítését egyetlen egésszé.

### Kappa Sport

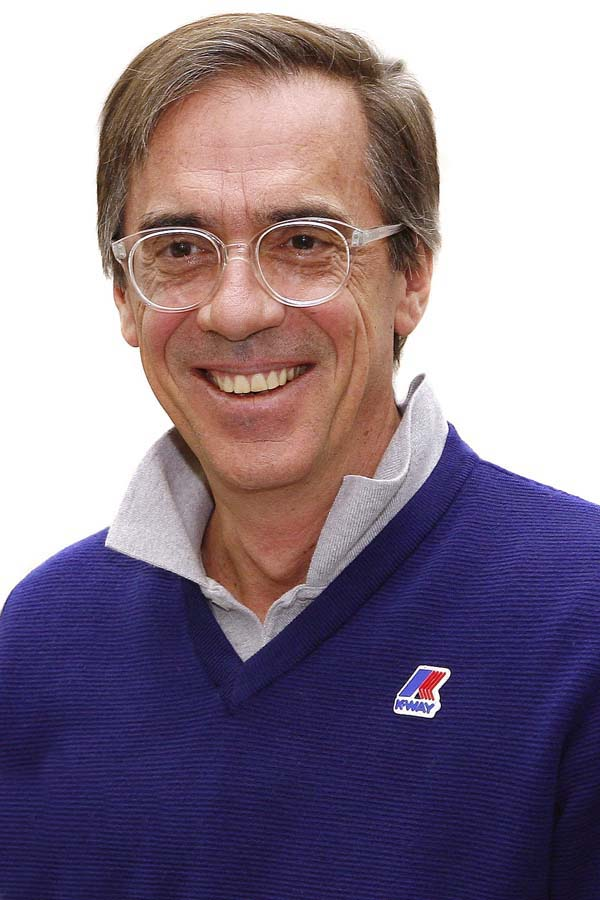
Marco Boglione 2010-ben

Del Piero és Totti a 2000-es EB-n

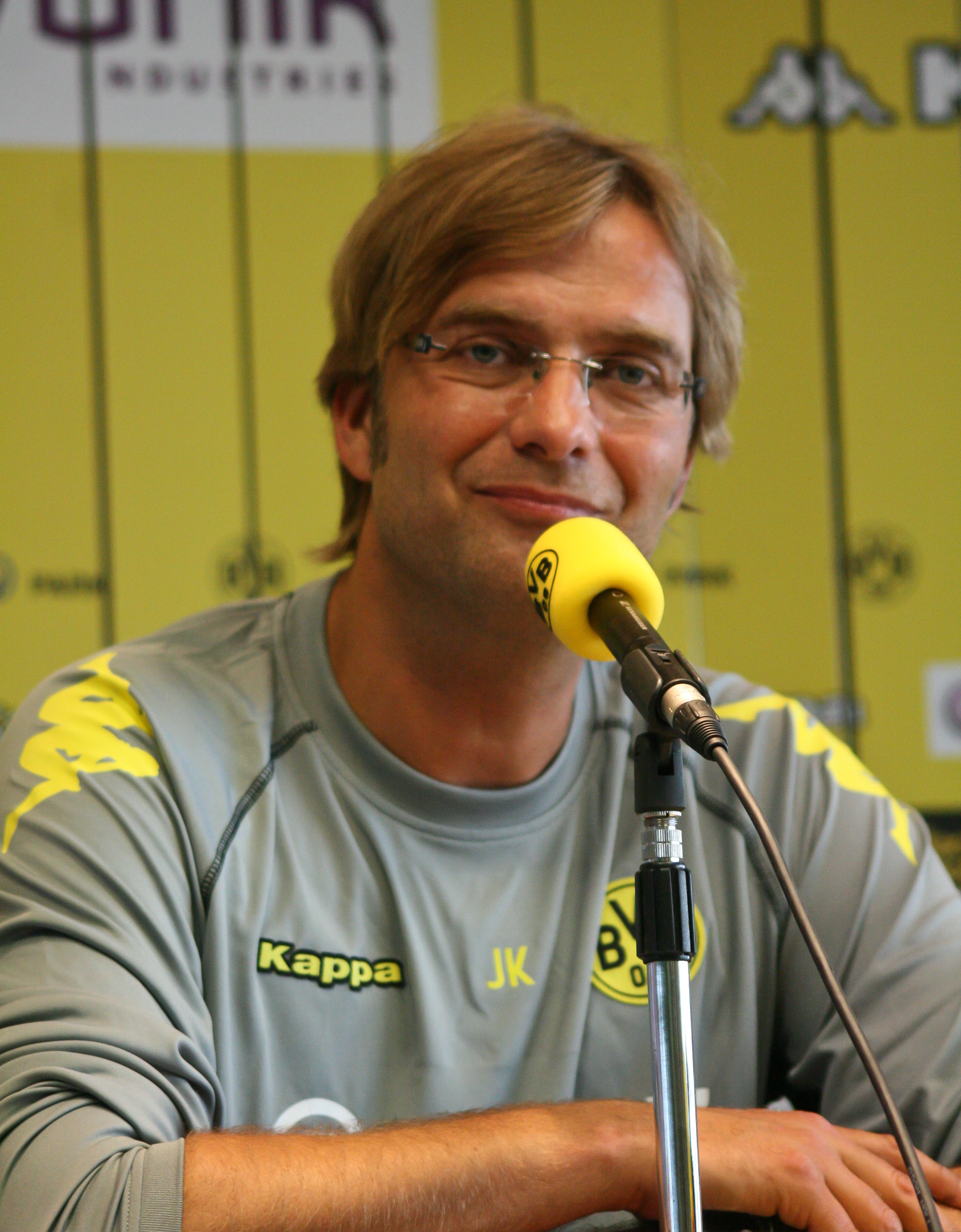
Jürgen Klopp a Dortmund edzőjeként 2010-ben

A Kappa márka 1978-ban született meg, mikor Marco Boglione, a Maglificio Calzificio Torinese (MCT) kereskedelmi igazgatója meggyőzte Maurizio Vitalét, hogy hozzon létre egy sportrészleget a Robe di Kappán belül. Az újonnan létrehozott sportszergyártó a Robe di Kappa Sport nevet kapta, ami az évek során Kappára rövidült. A márka azonnal nagy ismeretségre tett szert az olasz válogatott és a Juventus FC mezszállítójaként.
A bemutatkozása után a Kappa átvette az anyacégének, a Robe di Kappának a logóját. Később megkülönböztető motívumként kiegészítették a logót a «Kappa» szóval.
Az 1990-es évek eleji válság az MCT-t is súlyosan érintette, és a csődjéhez vezetett. 1994-től a Kappa sorsa összefonódott Boglionéval, aki az 1980-as évek közepétől a cégnél a sportszerek értékesítésében tevékenykedett, és a bajban lévő céget ismét nyereségessé tette. Az MCT más márkáival együtt – újjászervezte a BasicNet egészét.

## Szponzorációk
A Robe di Kappa Sport 1978-as megalapításakor egyből a Juventus mezszállítója lett, mely kapcsolat több mint két évtizeden át megmaradt és ennek révén a márka nemzetközi hírnévre tett szert.
A világhírneve akkor vált teljessé, mikor hat évvel a megalapítása után az 1984. évi nyári olimpiai játékokon az Egyesült Államok csapatának atlétái, köztük Carl Lewis, Edwin Moses és Florence Griffith Kappa felszerelésekben versenyeztek, majd négy év múlva az 1988-as olimpián szintén szponzorálta az amerikai csapatot. Manapság a márka nemzetközi szinten különböző küzdősportok, evezőssportok, golf, vívás és téli sportok szponzora, valamint jelentős klub és válogatott csapatok szponzora kerékpárversenyzésben, kosárlabdában, rugby-ben, motorsportokban és vitorlázásban.
A labdarúgócsapatok szponzorációja maradt azonban a legfontosabb az összes közül. A Juventuson kívül az 1980-as évektől kezdve visszatérő jelleggel szállított mezeket olyan nagynevű kluboknak, mint az Ajax Amsterdam, az FC Barcelona, és az AC Milan, valamint a klubcsapatokon kívül az olasz labdarúgó válogatottnak. A Kappa volt az első mezszállító, mely márkajelzéssel láthatta el az olasz válogatott azúrkék mezét, megtörve ezzel egy hosszan tartó hagyományt. Az ismertebb, korábban a Kappa által mezekkel ellátott csapatok közé tartoztak még az Aston Villa, az Athletic Bilbao, a Betis, a Borussia Dortmund, a Lazio, a Leeds United, a Manchester City, a Napoli, az AS Roma, a Sampdoria, a Torino, a Werder Bremen és a VfL Wolfsburg, míg újabban a Fiorentina, a Genoa, az AS Monaco és a Racing Avellaneda játszanak Kappa mezekben.
A többi sportok közül a rugby-ben a Rovigo csapatát öltöztetik, miután korábban már megtették ezt a Treviso csapatával és az olasz válogatottal. Kosárlabdában korábban a Torino és a Roma mezbeszállítója volt, a röplabdában névszponzora volt a CUS Torinónak az 1980-as évek elején. A motorsportokban a Scuderia Ferrari szponzora volt az 1990-es évek elején, és a Sauberé a 2018-as Formula–1 szezonban. 2022 januárjában jelentették be, hogy a Kappa több éves szerződést kötött az Alpine csapattal. Az olasz ruházati cég öltözteti a versenyzőket és a csapat többi tagját. A Kappa emellett a versenyistálló számára új kollekciókat és kiegészítőket állíthat össze, valamint a szurkolók számára is készíthet Alpine ruházati termékeket, amiket licencben világszerte forgalmazhat.

## Fordítás
- Ez a szócikk részben vagy egészben  a   Kappa (azienda) című olasz Wikipédia-szócikk ezen változatának fordításán alapul.  Az eredeti cikk szerkesztőit annak laptörténete sorolja fel. Ez a jelzés csupán a megfogalmazás eredetét és a szerzői jogokat jelzi, nem szolgál a cikkben szereplő információk forrásmegjelöléseként.
- Ez a szócikk részben vagy egészben  a   Robe di Kappa című olasz Wikipédia-szócikk ezen változatának fordításán alapul.  Az eredeti cikk szerkesztőit annak laptörténete sorolja fel. Ez a jelzés csupán a megfogalmazás eredetét és a szerzői jogokat jelzi, nem szolgál a cikkben szereplő információk forrásmegjelöléseként.
- Ez a szócikk részben vagy egészben  a   Kappa (brand) című angol Wikipédia-szócikk ezen változatának fordításán alapul.  Az eredeti cikk szerkesztőit annak laptörténete sorolja fel. Ez a jelzés csupán a megfogalmazás eredetét és a szerzői jogokat jelzi, nem szolgál a cikkben szereplő információk forrásmegjelöléseként.
- Ez a szócikk részben vagy egészben  a   Kappa (Unternehmen) című német Wikipédia-szócikk ezen változatának fordításán alapul.  Az eredeti cikk szerkesztőit annak laptörténete sorolja fel. Ez a jelzés csupán a megfogalmazás eredetét és a szerzői jogokat jelzi, nem szolgál a cikkben szereplő információk forrásmegjelöléseként.